# Tangaye (Tangaye)
Pour les articles homonymes, voir Tangaye.
Tangaye est une commune rurale et le chef-lieu du département de Tangaye situé dans la province du Yatenga de la région Nord au Burkina Faso.

## Géographie
Tangaye se trouve à 15 km à l'ouest du centre de Ouahigouya, le chef-lieu de la province, et des routes nationales 2 et 15.

## Histoire
L'électrification rurale du village – ainsi que six autres du département – est réalisée en 2007.

## Santé et éducation
Tangaye accueille un centre de santé et de promotion sociale (CSPS) tandis que le centre hospitalier régional (CHR) se trouve à Ouahigouya.
Tangaye possède plusieurs écoles primaires publiques. Le seul lycée départemental est totalement rénové en 2008 – avec l'aide des associations Nimbus, enfance environnement éducation et développement (NEEED) basée à Ouahigouya et de la Fondation McKinsey en Allemagne, pour un coût total de 76 millions de francs CFA (soit 116 000 euros) par bâtiment – avec deux bâtiments de quatre classes chacun. Il est inauguré en octobre 2008 par le Ministre des Enseignements secondaire, supérieur et de la Recherche scientifique Joseph Paré en présence des autorités locales et des représentants associatifs.